# Auguste Rolland
Auguste Rolland (1797-1859) est un architecte et pastelliste animalier français.

## Biographie
Fils d’un notaire de Rémilly, Auguste Rolland naît à Metz le 4 juin 1797. Après des études au collège de Sarreguemines, il poursuit ses études à Heidelberg, à Strasbourg, où il passe le baccalauréat, puis à Paris, où il se spécialise en droit. Le juriste se tourne ensuite vers l’architecture. Il travaille alors auprès de l’architecte Ménager.
Auguste Rolland devient ensuite l’élève de Laurent-Charles Maréchal. Il se fait peu à peu une réputation dans les scènes champêtres et la peinture animalière, où ses pastels sont appréciés. 
En 1834, Auguste Rolland devient maire de Rémilly. Il le restera jusqu’en 1850. Il fit alors les plans des mairies d’Adaincourt, de Béchy, de Courcelles-Chaussy et de Herny. 
Auguste Rolland décéda à Rémilly, le 27 avril 1859. En hommage à son œuvre, une rue de Metz porte son nom.

## Sources
- « Sur les traces d’Auguste Rolland à Rémilly », Le Républicain lorrain,  23 septembre 2012[1].